# Спарапет
Спарапет (јерменски: սպարապետ) је био наследна титула врховног заповедника оружаних снага у древној и средњовековној Јерменији. Настао је у II веку пре нове ере,  за време владавине краља Артаксија I, а користио се у Краљевини Јерменији и Јерменској краљевини Киликији (у Киликији, носилац титуле био је познат као Гундстабл (գունդստաբլ, из византијске и западне титуле констабл). Спарапет је био еквивалент парћанског спахбеда од кога је позајмљено (усп. Грузијски спазпет "високи констабл, главни заповедник").
Титулу спарапета традиционално су имали представници Мамиконијанове куће од почетка владавине јерменских краљева у Јерменији. Касније у историји тај наслов су задржале династије Баволуни и Артсруни.

## Савремена употреба
Заповедник 18. века Мхитар спарапет предводио је покушаје Јерменије за независност у региону Сјуник (Зангезур) регион.
Наслов „Спарапет Сиуник“ (Սյունյաց սպարապետ) носио је Гарегин Нџдех, као врховни заповедник Републике планинске Јерменије, 1920–21.

Наслов се такође користио за Великог заповедника витезова Вартана, јерменско-америчког братског реда. Титулу је задржао Алекс Манугиан током свог вођења те организације.
Вазген Саргсјан, јерменски министар одбране  1991-92 и 1995-99,  често се неформално назива спарапетом као признање за његово вођство током Нагорно-Карабашког рата.